# 加鲁达土蜂
加鲁达土蜂（學名：Megalara garuda）屬於方頭泥蜂科（Crabronidae），是加魯達土蜂屬之下的唯一物種。
本物種現時已知只見於印尼蘇拉威西島東南部的梅公加山脉。

## 外部連結
- 維基物種上的相關：加鲁达土蜂